# Casoar à casque
 (novembre 2018).
Si vous disposez d'ouvrages ou d'articles de référence ou si vous connaissez des sites web de qualité traitant du thème abordé ici, merci de compléter l'article en donnant les références utiles à sa vérifiabilité et en les liant à la section « Notes et références ».
Casuarius casuarius
Espèce
Statut de conservation UICN

 LC  : Préoccupation mineure
Le casoar à casque (Casuarius casuarius) est une espèce de grands oiseaux coureurs de la famille des Casuariidae. Son nom vient de son nom indonésien « casuari ». L'espèce était classée vulnérable par l'UICN de 1994 à 2016 ; elle est classée en préoccupation mineure. Il est possible que ce soit le premier oiseau élevé par les humains.

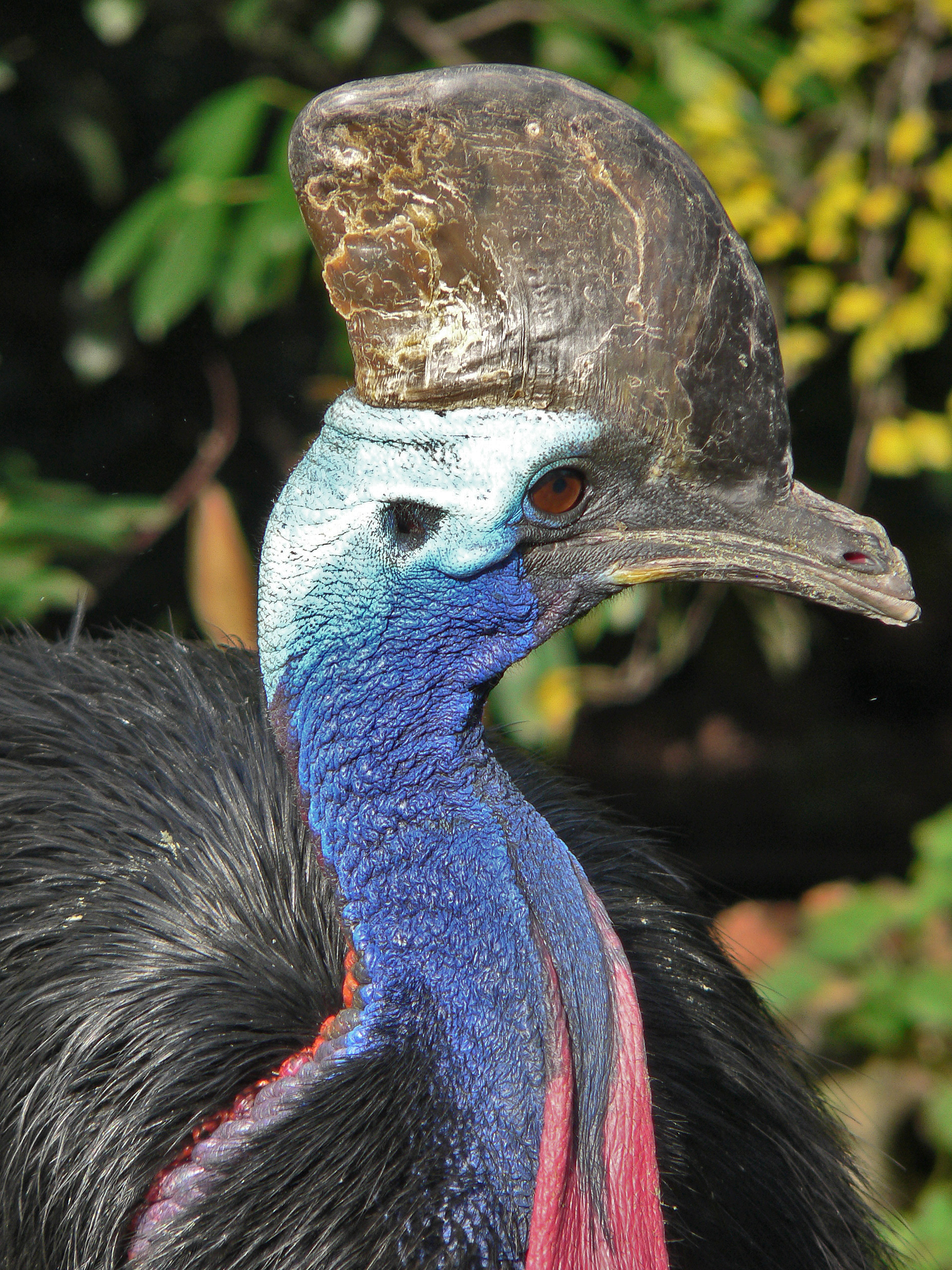
Détail de la tête.

## Description
Le casoar à casque est un très grand oiseau d'environ 1,19 à 1,80 m de hauteur, pesant jusqu'à 75 kg. Son plumage ressemble à une chevelure noire et rêche, avec un casque vert brun qui surplombe la tête, un cou et une face bleus, une nuque verte et deux caroncules rouges pendant sous le cou.

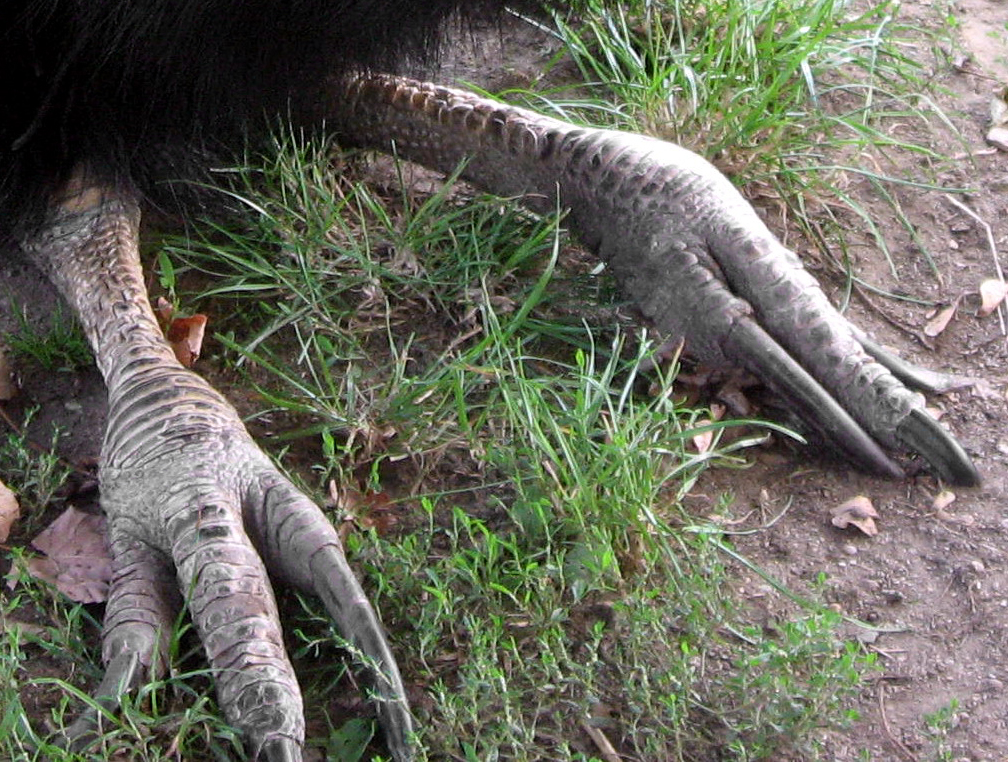
Détail des pattes montrant la griffe intérieure en forme de poignard.

Ses pattes sont grosses et puissantes, terminées par trois doigts : le doigt intérieur porte une griffe aussi dangereuse qu'un poignard. 
Mâles et femelles ont le même plumage, mais les femelles sont plus grandes avec un casque plus haut et des parties dénudées plus colorées. Les jeunes ont un plumage brun avec les parties dénudées plus pâles que les adultes.

## Comportement
Il est très difficile à observer. Il est aussi considéré comme un oiseau potentiellement dangereux, dans la mesure où ses pattes sont dotées d'une griffe longue de 12 cm et puissante. Le casoar à casque est capable de sauter en l'air et de blesser mortellement son adversaire d'un seul coup de patte.

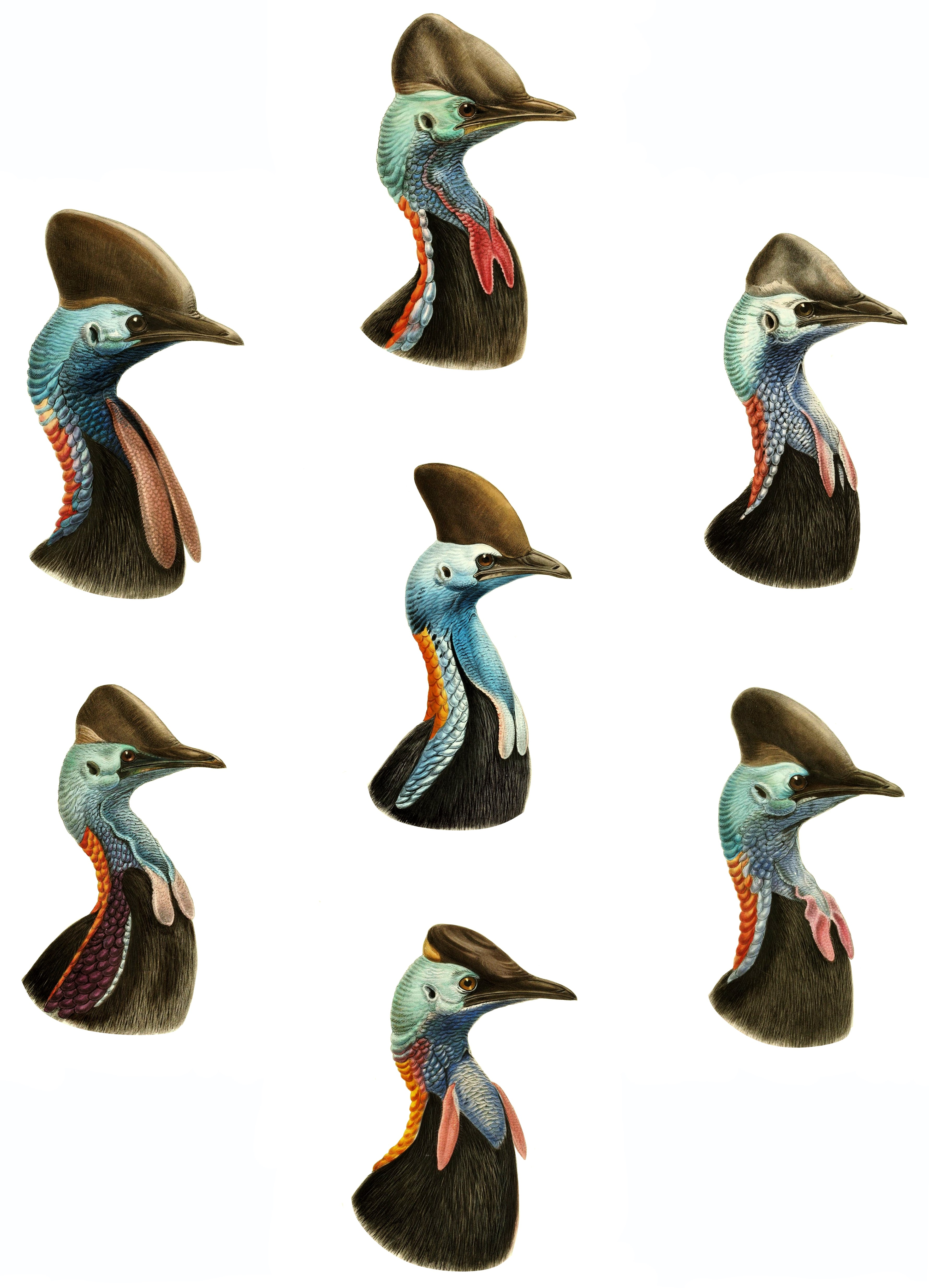
Illustration de la diversité des têtes du casoar du sud.

Il est régulièrement catalogué comme l'oiseau le plus dangereux au monde en raison de sa capacité à courir à plus de 50 km/h, de sa grande taille, de son comportement imprévisible, de la taille de ses griffes, de sa capacité à griffer en sautant, et enfin de sa proximité avec l'humain dans les élevages,. Depuis 1900, à peine plus de 150 attaques contre les humains ont été dénombrées, dont deux mortelles (soit une attaque par an, et un mort tous les 75 ans en moyenne).

### Alimentation
Il se nourrit principalement de fruits, trouvés en fouillant le sol. Il est connu pour consommer les fruits d'au moins 240 plantes. Il se trouve ainsi souvent dans les vergers où il vient récupérer les fruits tombés par terre. Il cueille parfois aussi des fruits se trouvant sur les branches les plus basses. Il se nourrit aussi d'invertébrés, de champignons, de charognes d'animaux et de petits vertébrés, quand il en trouve. Les casoars à casque jouent un rôle écologique très important dans la forêt humide, car ils sont l'une des rares espèces à disperser les grosses graines (jusqu'à six centimètres de diamètre) sur de longues distances.

### Mode de vie
C'est un animal solitaire avec une femelle dominante : c'est elle qui choisit le mâle avec lequel elle s'accouplera. Si deux animaux se rencontrent, le mâle se retirera devant une femelle ; s'il s'agit de deux mâles, ils se défient en grondant et en dressant leurs plumes jusqu'à ce que l'un des deux s'écarte.

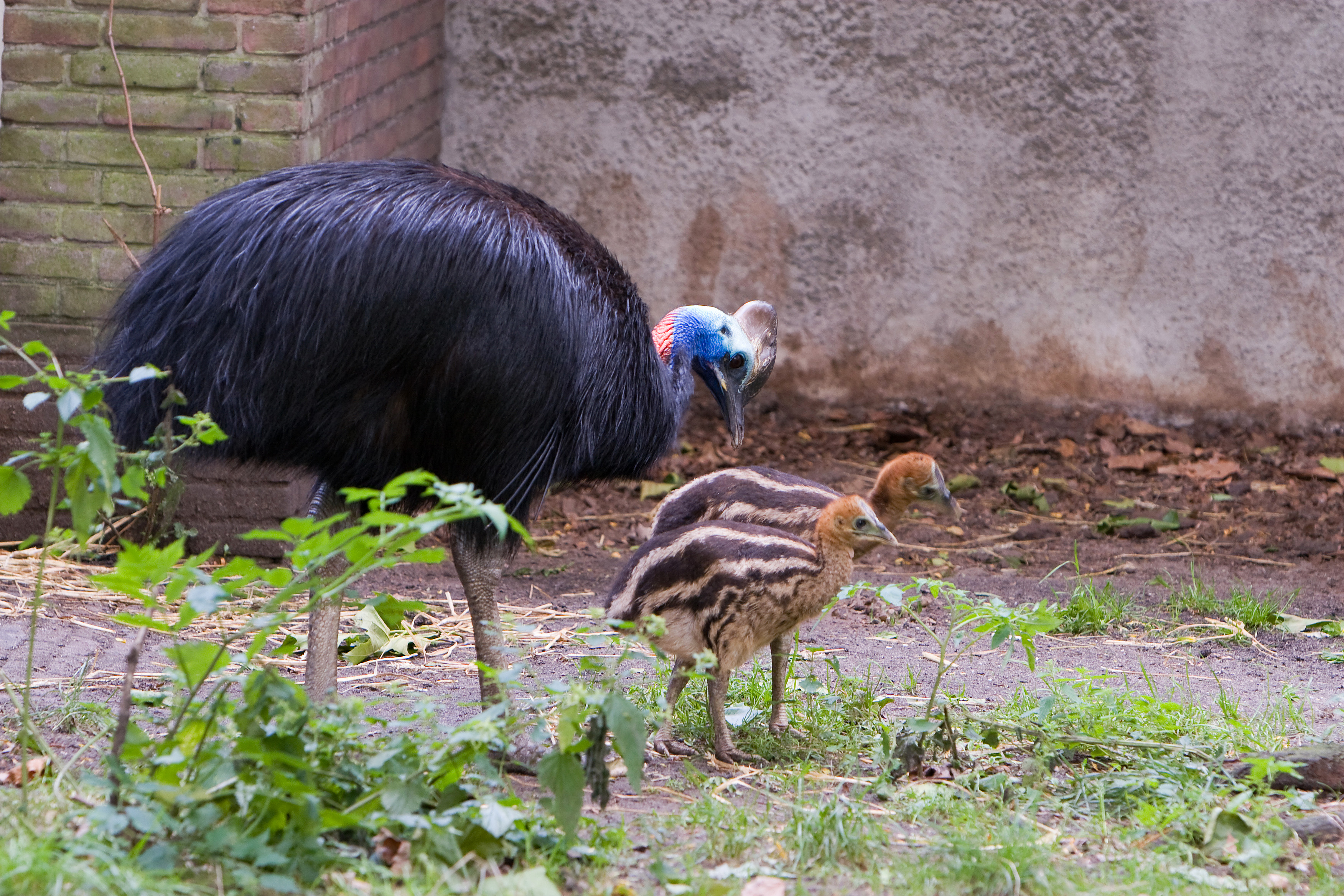
Casoar à casque et ses petits en élevage

## Reproduction

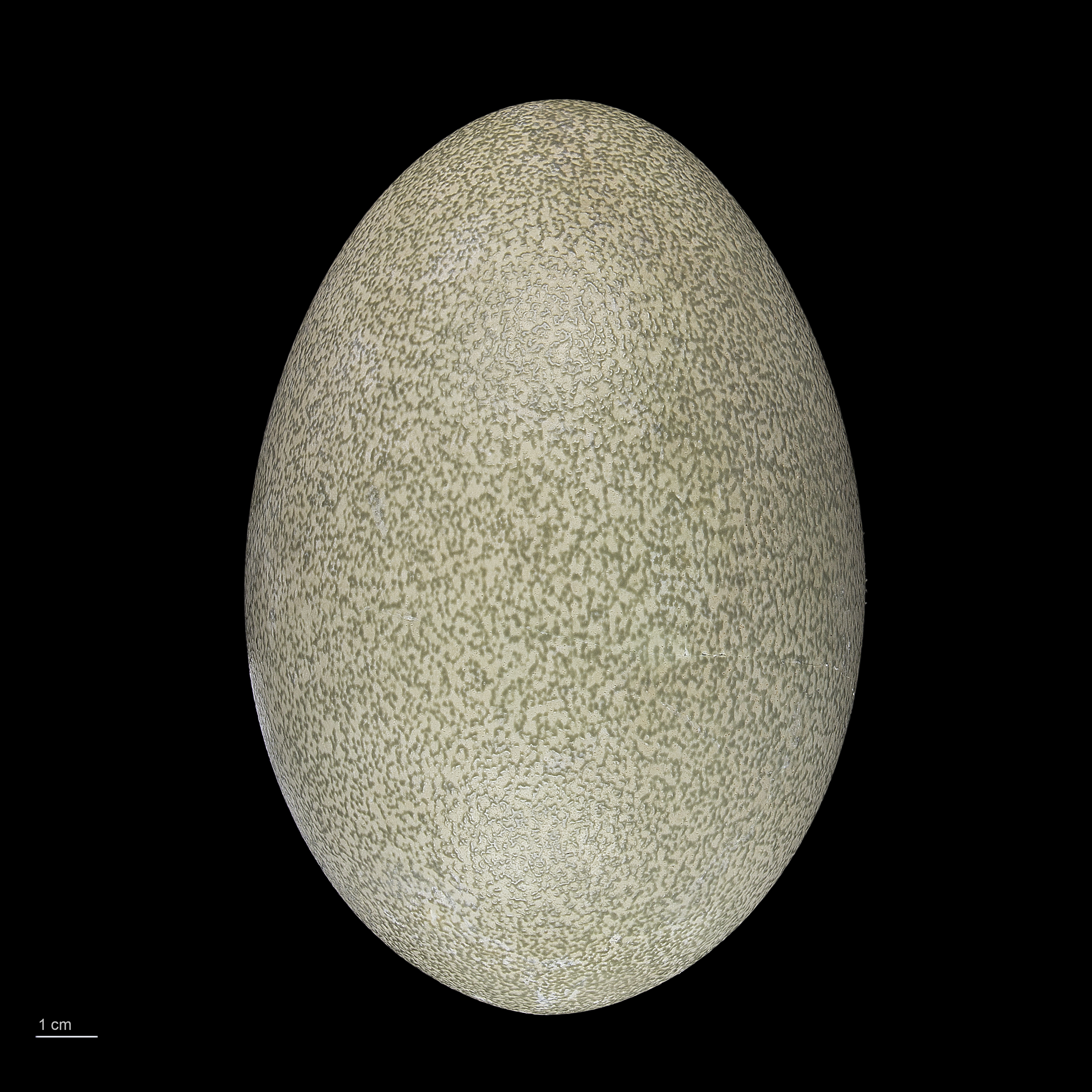
Œuf de Casuarius casuarius - Muséum de Toulouse.

Le casoar à casque est un animal solitaire qui vit en couple uniquement pendant la saison des amours, qui dure de juin à octobre. Toutefois, la femelle peut aussi donner naissance pendant la saison de pluie en fonction de son alimentation. Le mâle construit sur le sol un nid dans lequel la femelle pond un à neuf œufs. Elle s'en va aussitôt après, éventuellement pour s'accoupler avec un autre mâle qu'elle choisira, tandis que le mâle couve les œufs et élève les petits pendant une année au moins. C'est à ce moment qu'il est le plus dangereux.

En raison de la destruction de son habitat, de la circulation automobile et de sa chasse dans certains pays, il est considéré comme espèce menacée.

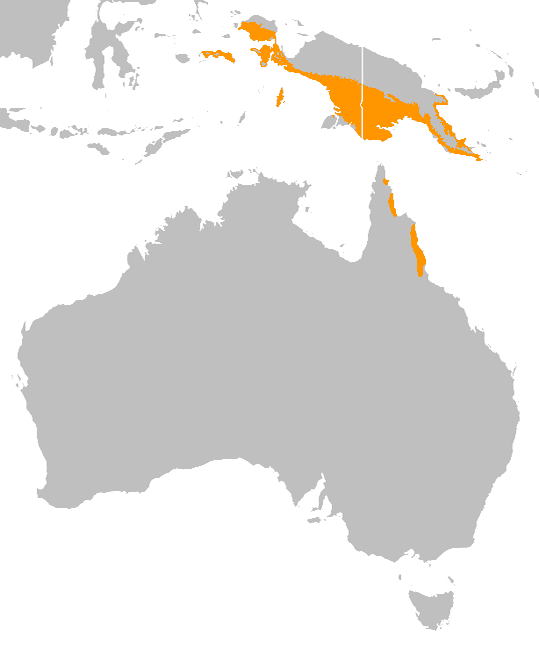
Carte de répartition de l'espèce.

## Répartition
Plus gros membre de la famille des casoars, le Casoar à casque vit dans les forêts tropicales humides des îles de Aru et Seram en Indonésie, en Nouvelle-Guinée et dans le nord-est de l'Australie.

## Le Casoar à casque et l'Homme

### Élevage
Dans les pays où il est présent à l'état sauvage, les indigènes chassent le casoar pour ses plumes et sa chair. Les tentatives d'élevage s'avèrent assez difficiles. Un accident dans une ferme aux États-Unis s'est soldé par la mort de l'éleveur, mortellement blessé par les griffes de son animal.
Quelques zoos parviennent à maintenir en captivité des individus, le zoo de Montpellier a vu en 2021 l'éclosion d'un œuf de casoar.

### Symboles
Lors de la venue en France de la reine Victoria en 1855, l’empereur Napoléon III fait porter les couleurs de la maison de la reine d'Angleterre aux saint-cyriens qui défilent devant elle. Un plumet blanc et rouge orne désormais le shako des élèves de l'École spéciale militaire de Saint-Cyr. Le surnom de Casoar lui est alors donné par les Parisiens car cette visite britannique coïncide avec l’arrivée d'un de ces oiseaux à casque au muséum d'histoire naturelle de Paris qui s’est vu offrir quatre individus en 1851 et 1852. Par la suite le « Casoar » devient le symbole associé aux élèves officiers de l'École spéciale militaire de Saint-Cyr. La symbolique autour du Caso est très forte à l'École spéciale militaire de Saint-Cyr. Ainsi, un chant traditionnel fait la part belle à ce couvre-chef prestigieux : Les Casos. Un poème allégorique appelé La Gloire évoque également ce plumet et le « serment de 14 ».  
En Papouasie-Nouvelle-Guinée, les populations Hulis et Baruya considèrent les casoars comme leurs ancêtres[réf. nécessaire].